# Venturia inquinata
Venturia inquinata är en stekelart som först beskrevs av Morley 1913.  Venturia inquinata ingår i släktet Venturia och familjen brokparasitsteklar. Inga underarter finns listade i Catalogue of Life.